# World Masterpiece Theater

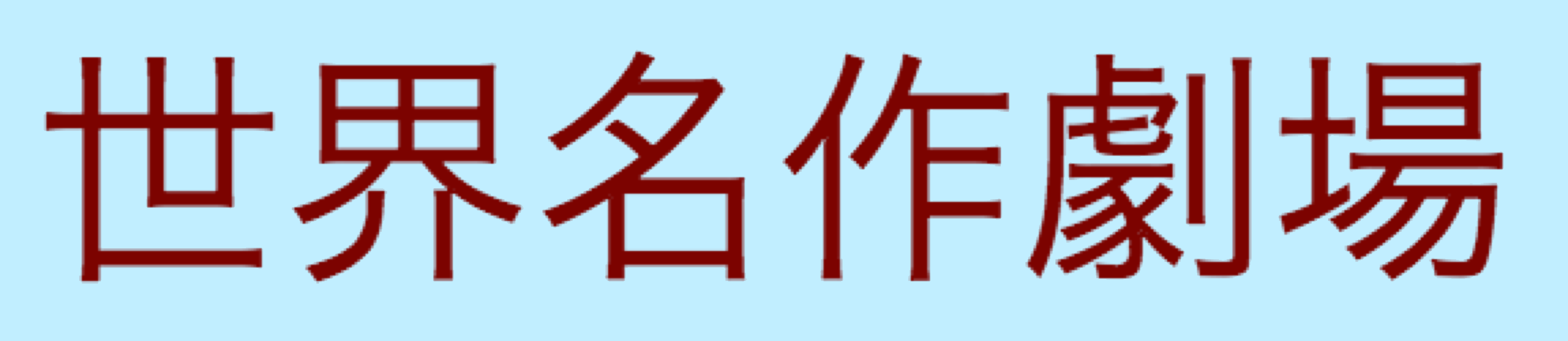
Logo televisivo de Sekai Meisaku Gekijō, autor Nippon Animation

El World Masterpiece Theater (世界名作劇場 Sekai Meisaku Gekijō?) es un contenedor televisivo japonés producido por Nippon Animation que originó oficialmente en 1975 (aunque en 1974 había producido Heidi bajo el nombre de Zuiyo Eizo, que muchos consideran incorrectamente como parte del contenedor) y terminó por muchos años en 1997 con Remy, la niña sin hogar (1996) (家なき子レミ, Ie Naki Ko Remi). Volvió de nuevo en enero del 2007 con Les Misérables (レ・ミゼラブル 少女コゼット, Re Mizeraburu Shōjo Kozetto). Cada año presentaba una versión animada de un clásico literario infantil, llegando a un total de 23 o 25 si se cuentan Heidi y Les Misérables, que muchos se niegan a contar como una serie de esta categoría más debido a su muy diferente diseño de personajes.
En América Latina, donde fue muy exitosa la serie en diversos países incluyendo Argentina, Venezuela, Colombia, México, Perú, fueron emitidas las siguientes series con su respectivo doblaje al castellano hispanoamericano: 
- Marco (1976)
- Perrine, Sin familia (1978)
- Las aventuras de Tom Sawyer (1980)
- La familia Robinson (1981)
- Mujercitas (1987)
- Las aventuras de Peter Pan (1989)
- Sonrisas y Lágrimas (1991)
- Tico de los siete mares (1994)

Muchas de estas series de animación fueron emitidas en España, algunas más de una vez, por diferentes canales televisivos como TVE, La 2, Antena 3 y Tele5. Las series también encontraron gran éxito en otros países europeos, especialmente Alemania, Italia y Francia y en algunos países de Asia.

## Series

### Antes Nippon Animation

#### Calpis Comic Theater
- Dororo (どろろと百鬼丸, Dororo to Hyakkimaru) (1969) (Mushi Production)
- Mūmin (ムーミン, Mūmin) (1969) (Zuiyō Enterprise, Mushi Production, Tokyo Movie Shinsha)
- Las fábulas de Hans Christian Andersen (アンデルセン物語, Anderusen Monogatari) (1971) (Zuiyō Enterprise, Mushi Production)
- Shin Mūmin (新 ムーミン, Shin Moomin) (1972) (Zuiyō Enterprise, Mushi Production)
- Fábulas del bosque verde (山ねずみロッキーチャック, Yama Nezumi Rokkī Chakku) (1973) (Zuiyō Eizō, Mushi Production)
- Heidi (アルプスの少女ハイジ, Arupusu no Shōjo Haiji) (1974) (Zuiyō Eizō)

### Cronología oficial del World Masterpiece Theater

#### Calpis Children's Theater
- El perro de Flandes (フランダースの犬, Furandāsu no Inu) (1975)
- Marco (母をたずねて三千里, Haha o Tazunete Sanzen Ri) (1976)
- Rascal, el mapache (あらいぐまラスカル, Araiguma Rascal) (1977)

#### Calpis Family Theater
- Perrine, sin familia (ペリーヌ物語, Perīnu Monogatari) (1978)

#### World Masterpiece Theater
- Ana de las Tejas Verdes (赤毛のアン, Akage no An) (1979)
- Las aventuras de Tom Sawyer (トム・ソーヤーの冒険, Tomu Sōyā no Bōken) (1980)
- La familia Robinson (家族ロビンソン漂流記 ふしぎな島のフローネ, Kazoku Robinson Hyōryūki Fushigi na Shima no Furōne) (1981) (su estreno original en España fue con el título La familia de los robinsones suizos)
- Lucy (南の虹のルーシー, Minami no Niji no Rūshī) (1982)
- Las montañas de Ana (わたしのアンネット, Watashi no Annetto) (1983)
- Katoli (牧場の少女カトリ, Makiba no Shōjo Katori) (1984)
- La princesa Sara (小公女セーラ, Shōkōjo Sēra) (1985)

#### House Foods World Masterpiece Theater
- Pollyanna ( 愛少女ポリアンナ物語, Ai Shōjo Porianna Monogatari) (1986)
- Mujercitas (愛の若草物語, Ai no Wakakusa Monogatari) (1987)
- El pequeño lord (小公子セディ, Shōkōshi Sedi) (1988)
- Las aventuras de Peter Pan (ピーターパンの冒険, Pītā Pan no Bōken) (1989)
- Papá Piernas Largas (私のあしながおじさん, Watashi no Ashinaga Ojisan) (1990)
- Torappu ikka monogatari ( トラップ一家物語, Sonrisas y lágrimas  en España, La novicia rebelde en Hispanoamérica) (1991)
- Jackie y su mascota (大草原の小さな天使 ブッシュベイビー, Daisōgen no Chīsana Tenshi Busshu Beibī) (1992)
- Los chicos de Jo (若草物語 ナンとジョー先生, Wakakusa Monogatari Nan to Jōsensei) (1993)

#### World Masterpiece Theater
- Tico y sus amigos (七つの海のティコ, Nanatsu no Umi no Tico) (1994) (emitida exclusivamente en Hispanoamérica)
- Los cielos azules de Romeo (ロミオの青い空, Romeo no Aoi Sora) (1995) (no emitida en ningún país de habla hispana)
- Lassie (名犬ラッシー, Meiken Lassie) (1996) (no emitida en España)
- Remy, la niña sin hogar (家なき子レミ, Ie Naki Ko Remi), (1996)

#### House Foods World Masterpiece Theater
- Los miserables (レ・ミゼラブル 少女コゼット, Re Mizeraburu Shōjo Kozetto) (2007) (no emitida en ningún país de habla hispana)
- El largo viaje de Porphy (ポルフィの長い旅, Porufi no Nagai Tabi) (2008) (no emitida en ningún país de habla hispana)
- Antes de las Tejas Verdes (こんにちは アン, Before Green Gables) (2009)